# چانانان پومبوفا
چانانان پومبوفا (تایلندی: ชนานันท์ ป้อมบุปผา؛ زادهٔ ۱۷ مارس ۱۹۹۲) بازیکن فوتبال اهل تایلند است.
از باشگاه‌هایی که در آن بازی کرده‌است می‌توان به باشگاه فوتبال موانگتونگ یونایتد اشاره کرد.
وی همچنین در تیم ملی فوتبال تایلند و Thailand U19 و Thailand U23 بازی کرده‌است.
وی در مسابقات کشوری و بین‌المللی در مجموع برندهٔ ۲ مدال طلا شده‌است.